# Luxiaria nigripalparia
Luxiaria nigripalparia là một loài bướm đêm trong họ Geometridae.